# Michka Saäl
Michka Saäl (Protettorato francese in Tunisia, 1949 – Montreal, 9 luglio 2017) è stata una regista e sceneggiatrice francese.
(da "Carte blanche à Michka Saäl")

## Biografia
Michka aveva iniziato ad andare al cinema dall'età di cinque anni, quando viveva a Tunisi, al cinema "Capitole", dove aveva visto di tutto, senza cernita e spesso senza capire: film americani, film musical egiziani, cartoni animati, film dell'orrore, film d'avventura, cappa e spada, Jerry Lewis, Buster Keaton e Charlot. Diversi anni più tardi, aveva studiato gli orari e di entrata e uscita di tutti i cinema parigini, ma non conosceva la Cinémathèque française e la sala di Palazzo Chaillot.
In quelle sale aveva visto La recita di Theo Angelopoulos, i western di Ford, Il sepolcro indiano di Fritz Lang, i film neorelisti italiani e poi Godard, Pasolini, Welles, Ozu, Bergman, Antonioni, Cassavetes, Polanski, Truffaut, Kazan, Resnais, Eustache, Garrel, Varda, Herzog, Wenders, ecc..
Michka Saäl aveva studiato storia dell'arte e sociologia a Parigi e cinema a Montreal, esordisce nel 1989 con il cortometraggio Loin d'où? vincendo il premio Normande-Juneau 1989.
Nel 1991 con Nulle part la mer, ha ricevuto 4 premi al Festival di Sainte-Thérèse. Il suo primo lungometraggio documentario,  L'arbre qui dort rêve à ses racines selezionato in diversi festival, è stato premiato a Gerusalemme. Nel 1993 è stata scelta come filmmaker residente presso il Canadian Film Centre di Toronto e ha diretto una fiction, Tragedia. Ha girato La position de l'escargot, 1998, un lungometraggio, una coproduzione franco-canadese uscito a Montreal e Parigi ed è tornata ai documentari nel 1995, con Le violon sur la toile e Zéro tolerance.

## Filmografia

### Regista
- Loin d'où - cortometraggio (1991)
- L'Arbre qui dort rêve à ses racines - documentario (1992)
- Le Violon sur la toile - documentario (1995)

- La Position de l'escargot (1998)
- Zero Tolerance - documentario (2004)
- Les Prisonniers de Beckett - documentario (2005)
- A Great Day in Paris - documentario (2008)
- China Me - documentario (2014)
- Spoon - documentario (2014)
- New Memories - documentario (2018)